# Isgender Mülikow
Isgender Mülikow (russisch Исгендер Муликов Isgender Mulikow, * 1975 in Aşgabat, Turkmenische Sozialistische Sowjetrepublik) ist ein turkmenischer Politiker und ehemaliger Oberstleutnant, der von 2009 bis 2019 Innenminister Turkmenistans war. 2019 wurde er vom turkmenischen Präsidenten Gurbanguly Berdimuhamedow seines Amtes enthoben und musste im Staatsfernsehen seine Schuld bekennen.

## Karriere
Mülikow wurde im Jahr 1975 in Aşgabat, der Hauptstadt der damaligen Turkmenischen SSR, in der Sowjetunion geboren. Er graduierte 1996 an der Hochschule des Innenministeriums und bekleidete danach verschiedene Positionen im turkmenischen Innenministerium und stieg innerhalb des Ministeriums zum stellvertretenden Innenminister auf. Im Februar 2009 wurde Mülikow Leiter der Polizeibehörde im Daşoguz welaýaty im Norden Turkmenistans. Diese Position bekleidete er aber nur wenige Monate, da er bereits am 29. Mai 2009 durch ein Dekret von Präsident Berdimuhamedow zum neuen Innenminister Turkmenistans ernannt wurde. Anlass für den Personalwechsel an der Spitze des Ministeriums war die steigende Zahl an Straftaten in Turkmenistan und insbesondere die Zunahme von Straftaten von Polizeibeamten, darunter Fälle von Bestechlichkeit, Erpressung und Verschleierung. Durch ein weiteres Dekret wurde Mülikow zudem zum Oberstleutnant der turkmenischen Polizei befördert.
Während seiner Amtszeit baute Mülikow die Polizei zu einer gefürchteten Behörde aus, die die Aufrechterhaltung der autoritären Herrschaft Berdimuhamedows garantierte. Zahlreiche Missstände in der Behörde, insbesondere die weit verbreitete Korruption und die Willkür der Strafverfolgungsbehörden, wurden lange Zeit geduldet. Im April 2013 wurde Mülikow der Rang des Oberstleutnant durch ein Präsidialdekret wieder entzogen. Der Grund für diese Degradierung war die Unzufriedenheit des Präsidenten mit der Amtsführung des Innenministers, dem eine unsachgemäße Verwaltung und die Schwächung der öffentlichen Ordnung vorgeworfen wurden. Gleichzeitig wurde der Minister gewarnt, dass er im Falle weiterer Missstände von seinem Amt entbunden werden würde.
Am 1. Oktober 2019 wurde Mülikow während einer im Staatsfernsehen übertragenen Kabinettssitzung von Präsident Berdimuhamedow seines Amtes enthoben. Der Präsident begründete diesen Schritt mit schwerwiegendem Fehlverhalten des Innenministers und verwies Mülikow nach dessen Entlassung des Raumes. Zuvor hatte der Generalstaatsanwalt dem Innenminister Machtmissbrauch und Korruption vorgeworfen. Beobachtern zufolge war die weitestgehend geduldete Korruption allerdings nicht der Hauptgrund für die Entlassung Mülikows, da dieser in seiner zehnjährigen Amtszeit bereits zahlreiche Fälle von Korruption insbesondere in der turkmenischen Polizei überstanden hatte. Auslöser für seine Entlassung war demnach sein freundschaftliches Verhältnis zu Chary Kulow, einem einflussreichen turkmenischen Geschäftsmann. Dieser hatte zuvor im Ausland die Absicht geäußert, Präsident Turkmenistans werden zu wollen. Dies wurde den turkmenischen Behörden gemeldet, die Kulow nach dessen Rückkehr nach Turkmenistan daraufhin verhafteten.
Am 3. Dezember 2019 war Mülikow in Handschellen und schwarzer Gefängniskleidung erneut im Staatsfernsehen zu sehen. Zuvor war er des Machtmissbrauches und der Korruption schuldig gesprochen worden. Er verlas eine Erklärung, in der er die gegen ihn erhobenen Beschuldigungen bestätigte und seine Schuld eingestand. Er habe aus Gier gehandelt, sei legal bestraft worden und bereue seine Taten. Das genaue Urteil wurde nicht bekannt, nach Medienberichten wurde Mülikow zu einer Haftstrafe zwischen 20 und 25 Jahren verurteilt.